# Districtul St. Johann im Pongau
St. Johann im Pongau este un district care se întinde pe același areal geografic ca și fostul ținut (germană: Gau) „Pongau”, fiind unul dintre cele cinci ținuturi ale landului Salzburg din Austria. Pongau este situat între Pinzgau la vest,  sud-est Lungau (districtul Tamsweg) și la nord Tennengau (districtul Hallein) care aparține de landul Kärnten.

## Impărțirea administrativă

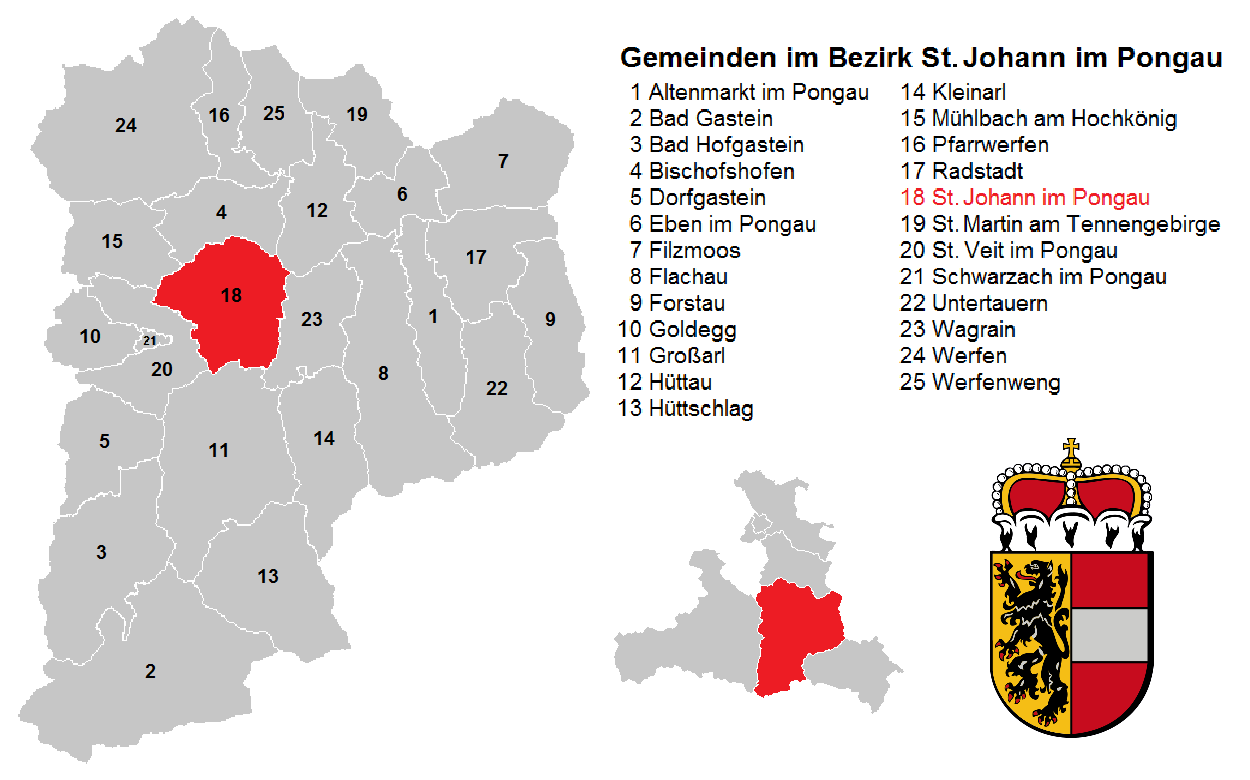

Districtul cuprinde trei orașe și 22 de comune:
- Orașe:
  - Bischofshofen (10.087 loc.) cu localitățile:
    - Alpfahrt, Bischofshofen, Buchberg, Gainfeld, Haidberg, Kreuzberg, Laideregg, Mitterberghütten, Winkl

  - Radstadt (4.710 loc.) cu localitățile:
    - Höggen, Löbenau, Mandling, Mandling, Radstadt, Schwemmberg

  - St. Johann im Pongau (10.489 loc.) cu localitățile:
    - Einöden, Floitensberg, Ginau, Hallmoos, Maschl, Plankenau, Reinbach, Rettenstein, Sankt Johann im Pongau, Urreiting
- Târguri:
  - Altenmarkt im Pongau (3.486), Bad Hofgastein (6.727), Großarl (3.634), St. Veit im Pongau (3.330), Schwarzach im Pongau (3.526), Wagrain (3.127), Werfen (3.085 loc.)
- Comune:
  - Bad Gastein (5.838), Dorfgastein (1.649), Eben im Pongau (2.005), Filzmoos (1.400), Flachau (2.625), Forstau (515), Goldegg (2.216), Hüttau (1.555), Hüttschlag (974), Kleinarl (743), Mühlbach am Hochkönig (1.629),  Pfarrwerfen (2.174), St. Martin am Tennengebirge (1.406), Untertauern (453), Werfenweng (766).